# Anzani Sechszylinder-Sternmotor

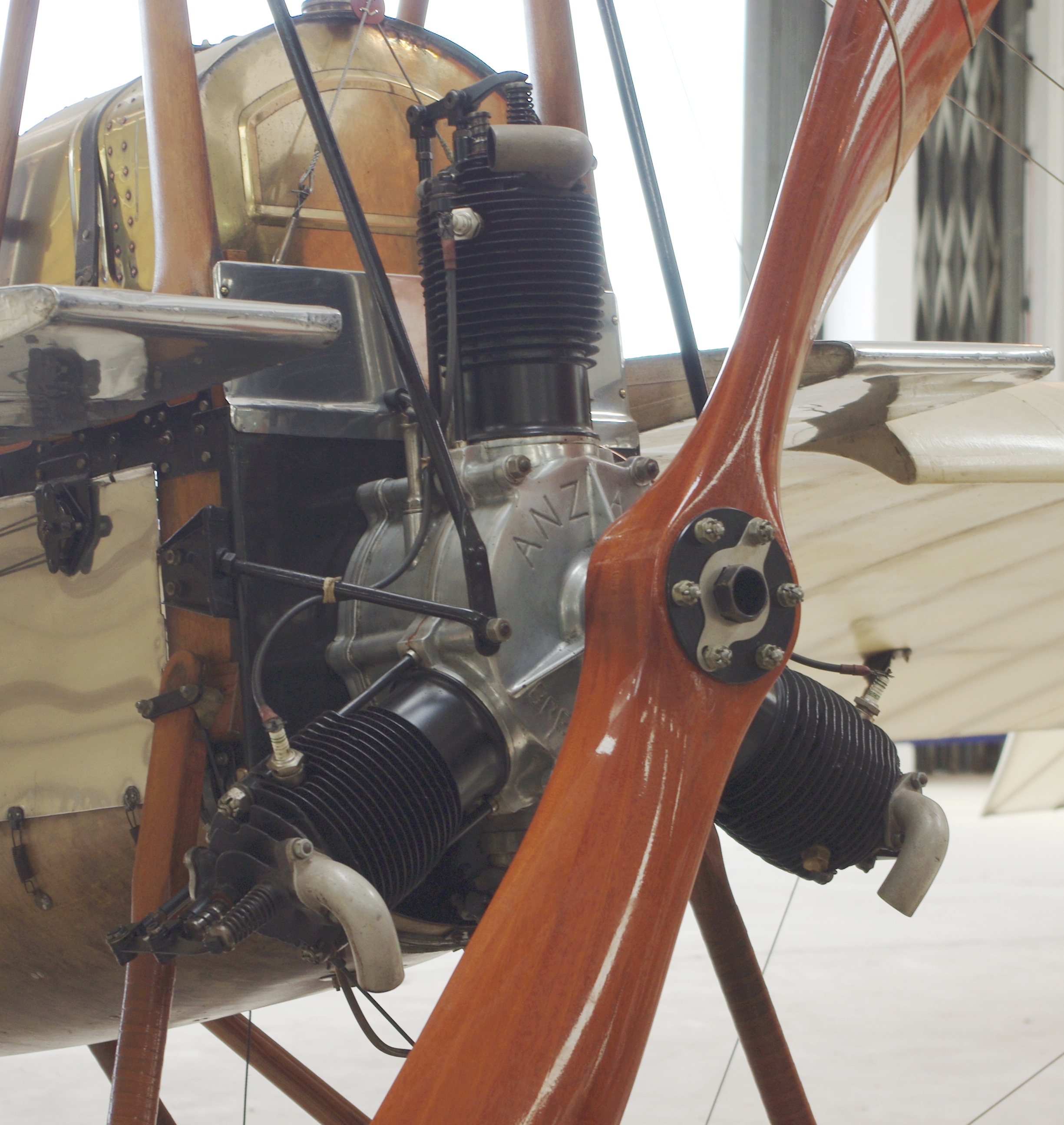
Ein Dreizylinder-Y-Motor, der als Basis für den Sechszylinder-Motor verwendet wurde

Der Anzani Sechszylinder-Sternmotor war 1910 der erste zweireihige Sternmotor.

## Geschichte
Im Jahr 1909 stellte der Motorradhersteller Anzani mit dem Dreizylinder-W-Motor seinen ersten Flugmotor vor. Dieser entstand aus einem Zweizylinder-V-Motor, der in der Mitte einen zusätzlichen senkrecht stehenden Zylinder erhielt. Dieses Konzept wurde auch als Fächerbauweise bekannt. Ende 1909 präsentierte Anzani seinen ersten Sternmotor, bei dem die drei Zylinder im Abstand von 120° kreisförmig angeordnet waren und der deshalb auch als Y-Motor bezeichnet wurde.
Auf diesem Motor basierte der im Februar 1910 vorgestellte Sechszylinder-Sternmotor. Hierzu fügte Anzani zwei Y-Motoren zusammen, wobei der hintere Motor um 60° gegenüber dem vorderen gedreht war, sodass zwischen den Zylindern ein Abstand von jeweils 60° bestand. Hierdurch sollte eine gleichmäßige Kühlung der Zylinder erreicht werden.
Er behielt die schon bei den vorhergehenden Motoren eingesetzten durch Federn aktivierten Einlassventile bei. Um die  Zylinderreihen der beiden Motoren möglichst dicht zusammenzubringen, verwendete er eine gemeinsame zweifach gekröpfte Kurbelwelle und flache, aber breite Pleuel.

## Einsatzländer
- Frankreich

## Technische Daten
| Kenngröße | Daten      |
| --------- | ---------- |
| Zylinder  | 6          |
| Bohrung   | 90 mm      |
| Hub       | 120 mm     |
| Hubraum   | 4580 cm³   |
| Drehzahl  | 1600 1/min |
| Leistung  | 45 PS      |
| Masse     | 100 kg     |